# ONEFA 2017
La Liga Mayor ONEFA 2017 fue la octogésima séptima temporada de fútbol americano universitario en México, así como la trigésima novena administrada por la Organización Nacional Estudiantil de Fútbol Americano (ONEFA). Participaron 21 equipos de las principales universidades del país, con la excepción de las universidades del sistema ITESM y la UDLA, debido a que tienen su propia liga. El torneo dio comienzo el 1 de septiembre y finalizó el 9 de diciembre de 2017. Esta temporada hubo tres trofeos en disputa: el Campeonato del Grupo Rojo, el Campeonato del Grupo Blanco y el Campeonato del Grupo Verde; el ganador de este último disputó el Tazón de Campeones 2017 contra el campeón de la Conferencia Premier CONADEIP 2017.   
La temporada estuvo dedicada a los 80 años del Programa de Fútbol Americano de la Universidad Autónoma Chapingo.

## Equipos participantes
| Águilas Águilas BlancasCentinelas Auténticos Tigres Burros BlancosFrailes Correcaminos Correcaminos Norte Halcones Leones Cancun Leones NegrosTecos Leones Norte Toros Salvajes Leones Qro Linces Lobos Lobos BUAP Potros Salvajes Pumas Acatlán Pumas CU Tlahuicas |

| Equipo               | Universidad                               | Campus                   | Head Coach (t)           | Grupo  |
| -------------------- | ----------------------------------------- | ------------------------ | ------------------------ | ------ |
| Águilas              | Universidad Autónoma de Chihuahua         | Ciudad de Chihuahua      | Erick Vargas (2)         | Verde  |
| Águilas Blancas      | Instituto Politécnico Nacional            | Casco de Santo Tomás     | Enrique Zárate (4)       | Verde  |
| Auténticos Tigres    | Universidad Autónoma de Nuevo León        | San Nicolás de los Garza | Juan Antonio Zamora (2)  | Verde  |
| Burros Blancos       | Instituto Politécnico Nacional            | Zacatenco                | Ernesto Alfaro (2)       | Verde  |
| Leones Anáhuac Norte | Universidad Anáhuac                       | Huixquilucan             | Guillermo Gutiérrez (3)  | Verde  |
| Linces               | Universidad del Valle de México           | Lomas Verdes             | Alfredo Flores (2)       | Verde  |
| Pumas CU             | Universidad Nacional Autónoma de México   | Ciudad Universitaria     | Otto Becerril (2)        | Verde  |
| Frailes              | Universidad del Tepeyac                   | Lindavista               | Adán Tapia (2)           | Blanco |
| Leones Cancún        | Universidad Anáhuac                       | Cancún                   | Marco Martos (11)        | Blanco |
| Leones Querétaro     | Universidad Anáhuac                       | Santiago de Querétaro    | Gerardo Tajonar (5)      | Blanco |
| Lobos                | Universidad Autónoma de Coahuila          | Saltillo                 | Francisco Cárdenas (6)   | Blanco |
| Potros Salvajes      | Universidad Autónoma del Estado de México | Toluca                   | Sergio Rodríguez (3)     | Blanco |
| Pumas Acatlán        | Universidad Nacional Autónoma de México   | Acatlán                  | Enrique Zapata (7)       | Blanco |
| Toros Salvajes       | Universidad Autónoma Chapingo             | Texcoco                  | Sergio Olvera (3)        | Blanco |
| Centinelas           | Cuerpo de Guardias Presidenciales         | Ciudad de México         | Ulises Gutiérrez (1)     | Rojo   |
| Correcaminos         | Universidad Autónoma de Tamaulipas        | Ciudad Victoria          | Adolfo Rubio (8)         | Rojo   |
| Correcaminos Norte   | Universidad Autónoma de Tamaulipas        | Reynosa                  | Oscar Garza (2)          | Rojo   |
| Halcones             | Universidad Veracruzana                   | Xalapa                   | José Luis Izquierdo (17) | Rojo   |
| Leones Negros        | Universidad de Guadalajara                | Guadalajara              | Arturo Esquivel (1)      | Rojo   |
| Lobos BUAP           | Benemérita Universidad Autónoma de Puebla | Puebla de Zaragoza       | Gabriel García (4)       | Rojo   |
| Tecos                | Universidad Autónoma de Guadalajara       | Guadalajara              | Roberto Salas (4)        | Rojo   |
| Tlahuicas            | Uninter                                   | Cuernavaca               | Miguel Estrada (1)       | Rojo   |

(t) Temporadas en el cargo

## Acontecimientos relevantes
- El día 9 de noviembre falleció el árbitro Jorge Armando Rodríguez Pérez, a la edad de 77 años. Fue réferi de la ONEFA por 35 años.[1]

- Al final del partido entre Águilas UACH y Águilas Blancas IPN correspondiente a la semana 7, se suscitaron actos antideportivos. Como resultado, la ONEFA determinó suspender a los siguientes jugadores y árbitros:[2]
  - Ricardo Alejandro Angüis Vázquez (#14 de Águilas Blancas, suspendido por 23 meses)
  - Jaime García González (#23 de Águilas Blancas, suspendido por 23 meses)
  - Juan Carlos Pacheco Delgado (#93 de Águilas Blancas, suspendido por 23 meses)
  - Iván Palma Rivera (árbitro, suspendido por tiempo indefinido)
  - Eduardo Palma Chávez (árbitro, suspendido por tiempo indefinido)

## Temporada regular

### Resultados
| Borregos Guadalajara                    | 30 - 44 | Linces UVM           | Estadio José Ortega Martínez   | 01/09/2017 | 19:00 |
| Auténticos Tigres                       | 21 - 10 | Borregos Salvajes    | Estadio Tecnológico            | 01/09/2017 | 19:00 |
| Borregos Toluca                         | 20 - 7  | Águilas UACH         | Estadio Olímpico de la UACH    | 01/09/2017 | 19:00 |
| Borregos Puebla                         | 14 - 17 | Águilas Blancas      | Estadio Wilfrido Massieu       | 02/09/2017 | 10:00 |
| Pumas CU                                | 21 - 27 | Aztecas UDLA         | Templo del Dolor               | 02/09/2017 | 13:00 |
| Borregos Querétaro                      | 7 - 61  | Leones Anáhuac Norte | La Cueva                       | 02/09/2017 | 12:00 |
| Burros Blancos                          | 7 - 14  | Borregos México      | Corral de Plástico             | 02/09/2017 | 19:00 |
| Leones Querétaro                        | 10 - 35 | Pumas Acatlán        | FES Acatlán                    | 02/09/2017 | 15:00 |
| Potros Salvajes UAEM                    | 18 - 14 | Frailes UT           | Deportivo Hermanos Galeana     | 02/09/2017 | 11:00 |
| Leones Cancún                           | 49 - 52 | Lobos UAdeC          | Campo Jorge A. Castro Medina   | 02/09/2017 | 12:00 |
| Tecos UAG                               | 27 - 6  | Centinelas CGP       | Joaquín Amaro                  | 02/09/2017 | 12:00 |
| Halcones UV                             | 7 - 3   | Lobos BUAP           | Guarida del Lobo BUAP          | 02/09/2017 | 13:00 |
| Leones Negros                           | 23 - 15 | Tlahuicas            | Recinto Ferial de Acapantzingo | 02/09/2017 | 14:00 |
| Correcaminos                            | 17 - 7  | Correcaminos Norte   | José María Leal Gutiérrez      | 02/09/2017 | 16:00 |
| Semana interconferencia ONEFA-CONADEIP. |         |                      |                                |            |       |

| Águilas UACH         | 23 - 21 | Potros Salvajes UAEM | Estadio Juan Josafat Pichardo  | 08/09/2017 | 19:00 |
| Burros Blancos       | 61 - 6  | Frailes UT           | Deportivo Hermanos Galeana     | 09/09/2017 | 11:00 |
| Leones Anáhuac Norte | 33 - 30 | Leones Querétaro     | Campo Chicharito Hernández     | 09/09/2017 | 11:00 |
| Pumas CU             | 49 - 13 | Pumas Acatlán        | Estadio Olímpico Universitario | 09/09/2017 | 12:00 |
| Águilas Blancas      | 30 - 7  | Toros Salvajes UACH  | Palomo Ruiz Tapia              | 09/09/2017 | 12:00 |
| Auténticos Tigres    | 27 - 16 | Lobos UAdeC          | Campo Jorge A. Castro Medina   | 09/09/2017 | 15:00 |
| Linces UVM           | 34 - 7  | Leones Cancún        | Coliseo Maya                   | 09/09/2017 | 19:00 |
| Lobos BUAP           | 3 - 28  | Correcaminos         | Estadio Eugenio Alvizo Porras  | 09/09/2017 | 14:00 |
| Centinelas CGP       | 23 - 19 | Leones Negros        | CUCBA                          | 09/09/2017 | 15:00 |
| Correcaminos Norte   | 0 - 30  | Tecos UAG            | Estadio Tres de Marzo          | 09/09/2017 | 18:00 |
| Tlahuicas            | 0 - 6   | Halcones UV          | USBI Xalapa                    | 09/09/2017 | 19:00 |

| Pumas CU            | 22 - 19 (SE) | Auténticos Tigres    | Estadio Gaspar Mass            | 15/09/2017 | 19:00 |
| Linces UVM          | 20 - 34      | Leones Anáhuac Norte | La Cueva                       | 16/09/2017 | 12:00 |
| Águilas Blancas     | 28 - 34      | Burros Blancos       | Estadio Wilfrido Massieu       | 16/09/2017 | 15:00 |
| Lobos UAdeC         | 16 - 6       | Pumas Acatlán        | FES Acatlán                    | 15/09/2017 | 15:00 |
| Frailes UT          | 18 - 6       | Leones Querétaro     | Campo Chicharito Hernández     | 16/09/2017 | 11:00 |
| Toros Salvajes UACH | 21 - 26      | Leones Cancún        | Coliseo Maya                   | 16/09/2017 | 19:00 |
| Correcaminos        | 41 - 0       | Tlahuicas            | Recinto Ferial de Acapantzingo | 16/09/2017 | 13:00 |
| Tecos UAG           | 49 - 10      | Leones Negros        | CUCBA                          | 16/09/2017 | 13:00 |
| Lobos BUAP          | 7 - 27       | Correcaminos Norte   | José María Leal Gutiérrez      | 16/09/2017 | 16:00 |
| Centinelas CGP      | 7 - 19       | Halcones UV          | USBI Xalapa                    | 16/09/2017 | 19:00 |

| Leones Anáhuac Norte                                                 | 26 - 20 (SE) | Águilas UACH       | Estadio Olímpico de la UACH | 22/09/2017 | 19:00 |
| Leones Querétaro                                                     | 12 - 26      | Leones Cancún      | Coliseo Maya                | 23/09/2017 | 19:00 |
| Leones Negros                                                        | 8 - 35       | Correcaminos Norte | José María Leal Gutiérrez   | 23/09/2017 | 16:00 |
| Halcones UV                                                          | 23 - 31      | Tecos UAG          | Estadio Tres de Marzo       | 23/09/2017 | 18:00 |
| Semana parcialmente cancelada debido al Terremoto de Puebla de 2017. |              |                    |                             |            |       |

| Burros Blancos       | 20 - 17 | Linces UVM       | Estadio José Ortega Martínez   | 29/09/2017 | 19:00 |
| Pumas CU             | 24 - 14 | Águilas UACH     | Estadio Olímpico de la UACH    | 30/09/2017 | 16:00 |
| Toros Salvajes UACH  | 6 - 35  | Pumas Acatlán    | FES Acatlán                    | 29/09/2017 | 15:00 |
| Potros Salvajes UAEM | 28 - 7  | Leones Querétaro | Campo Chicharito Hernández     | 30/09/2017 | 11:00 |
| Frailes UT           | 19 - 31 | Lobos UAdeC      | Campo Jorge A. Castro Medina   | 30/09/2017 | 15:00 |
| Centinelas CGP       | 24 - 14 | Lobos BUAP       | Guarida del Lobo BUAP          | 30/09/2017 | 13:00 |
| Tecos UAG            | 14 - 41 | Correcaminos     | Estadio Eugenio Alvizo Porras  | 30/09/2017 | 14:00 |
| Correcaminos Norte   | 22 - 13 | Tlahuicas        | Recinto Ferial de Acapantzingo | 30/09/2017 | 13:00 |
| Leones Negros        | 0 - 64  | Halcones UV      | USBI Xalapa                    | 30/09/2017 | 19:00 |

| Burros Blancos       | 21- 41 | Auténticos Tigres    | Estadio Gaspar Mass            | 06/10/2017 | 19:00 |
| Linces UVM           | 17-28  | Pumas CU             | Estadio Olímpico Universitario | 07/10/2017 | 12:00 |
| Leones Anáhuac Norte | 14-16  | Águilas Blancas      | Estadio Wilfrido Massieu       | 07/10/2017 | 11:00 |
| Pumas Acatlán        | 0-31   | Potros Salvajes UAEM | Estadio Juan Josafat Pichardo  | 07/10/2017 | 19:00 |
| Lobos UAdeC          | 31-14  | Toros Salvajes UACH  | Palomo Ruiz Tapia              | 07/10/2017 | 12:00 |
| Tlahuicas            | 21-17  | Centinelas CGP       | Joaquín Amaro                  | 07/10/2017 | 12:00 |
| Correcaminos         | 48-19  | Leones Negros        | CUCBA                          | 07/10/2017 | 13:00 |
| Lobos BUAP           | 32-31  | Tecos UAG            | Estadio Tres de Marzo          | 07/10/2017 | 18:00 |
| Correcaminos Norte   | 0-21   | Halcones UV          | USBI Xalapa                    | 07/10/2017 | 19:00 |

| Linces UVM                                                    | 7-44  | Auténticos Tigres    | Estadio Gaspar Mass           | 13/10/2017 | 19:00 |
| Leones Norte                                                  | 17-10 | Burros Blancos       | Estadio Wilfrido Massieu      | 13/10/2017 | 11:00 |
| Águilas Blancas                                               | 21-23 | Águilas UACH         | Estadio Olímpico de la UACH   | 13/10/2017 | 16:00 |
| Leones Cancún                                                 | 10-13 | Potros Salvajes UAEM | Estadio Juan Josafat Pichardo | 13/10/2017 | 19:00 |
| Pumas Acatlán                                                 | 30-18 | Frailes UT           | Deportivo Hermanos Galeana    | 14/10/2017 | 11:00 |
| Leones Querétaro                                              | 33-36 | Toros Salvajes UACH  | Palomo Ruiz Tapia             | 14/10/2017 | 12:00 |
| Leones Negros                                                 | 14-27 | Lobos BUAP           | Guarida del Lobo BUAP         | 14/10/2017 | 13:00 |
| Halcones UV                                                   | 7-28  | Correcaminos         | Estadio Eugenio Alvizo Porras | 14/10/2017 | 14:00 |
| Centinelas CGP                                                | 0-1*  | Correcaminos Norte   | José María Leal Gutiérrez     | 14/10/2017 | 16:00 |
| Tlahuicas                                                     | 25-24 | Tecos UAG            | Estadio Tres de Marzo         | 14/10/2017 | 18:00 |
| * Centinelas CGP pierde por default al no asistir al partido. |       |                      |                               |            |       |

| Águilas UACH         | 17-23 | Linces UVM      | Estadio José Ortega Martínez | 20/10/2017 | 19:00 |
| Auténticos Tigres    | 17-14 | Leones Norte    | La Cueva                     | 21/10/2017 | 12:00 |
| Toros Salvajes UACH  | 20-13 | Frailes UT      | Deportivo Hermanos Galeana   | 21/10/2017 | 11:00 |
| Potros Salvajes UAEM | 14-30 | Lobos UAdeC     | Campo Jorge A. Castro Medina | 21/10/2017 | 15:00 |
| Pumas Acatlán        | 13-17 | Leones Cancún   | Coliseo Maya                 | 21/10/2017 | 19:00 |
| Pumas CU             | 43-25 | Águilas Blancas | Estadio Tres de Marzo        | 21/10/2017 | 12:00 |
| Correcaminos         | 24-27 | Centinelas CGP  | Joaquín Amaro                | 21/10/2017 | 12:00 |
| Tlahuicas            | 6-24  | Lobos BUAP      | Guarida del Lobo BUAP        | 21/10/2017 | 13:00 |

| Auténticos Tigres   | 31-17 | Águilas UACH         | Estadio Olímpico de la UACH    | 27/10/2017 | 19:00 |
| Águilas Blancas     | 20-19 | Linces UVM           | Estadio José Ortega Martínez   | 27/10/2017 | 19:00 |
| Burros Blancos      | 23-24 | Pumas CU             | Estadio Olímpico Universitario | 28/10/2017 | 10:00 |
| Toros Salvajes UACH | 13-45 | Potros Salvajes UAEM | Estadio Juan Josafat Pichardo  | 27/10/2017 | 19:00 |
| Lobos UAdeC         | 20-13 | Leones Querétaro     | Campo Chicharito Hernández     | 28/10/2017 | 11:00 |
| Leones Cancún       | 16-15 | Frailes UT           | Deportivo Hermanos Galeana     | 28/10/2017 | 12:00 |

| Auténticos Tigres | 21-14 | Águilas Blancas | Estadio Wilfrido Massieu       | 04/11/2017 | 13:00 |
| Águilas UACH      | 14-41 | Burros Blancos  | Estadio Wilfrido Massieu       | 04/11/2017 | 10:00 |
| Leones Norte      | 14-40 | Pumas CU        | Estadio Olímpico Universitario | 04/11/2017 | 12:00 |

### Standings
| Grupo Verde                | Grupo Verde | Grupo Verde | Grupo Verde |
| Equipo                     | Record      | Cociente    | Grupo       |
| -------------------------- | ----------- | ----------- | ----------- |
| Águilas UACH               | 2-6         | 0.250       | 1-5         |
| Águilas Blancas IPN        | 4-4         | 0.500       | 2-4         |
| (2) Auténticos Tigres UANL | 7-1         | 0.875       | 5-1         |
| (4) Burros Blancos IPN     | 4-4         | 0.500       | 3-3         |
| (3) Leones UA Norte        | 5-3         | 0.625       | 3-3         |
| Linces UVM                 | 3-5         | 0.375       | 1-5         |
| (1) Pumas CU UNAM          | 7-1         | 0.875       | 6-0         |

| Grupo Blanco             | Grupo Blanco | Grupo Blanco | Grupo Blanco |
| Equipo                   | Record       | Cociente     | Grupo        |
| ------------------------ | ------------ | ------------ | ------------ |
| Frailes UT               | 1-6          | 0.143        | 1-5          |
| (3) Leones UA Cancún     | 4-3          | 0.571        | 4-2          |
| Leones UA Querétaro      | 0-7          | 0.000        | 0-6          |
| (1) Lobos UAdeC          | 6-1          | 0.857        | 6-0          |
| (2) Potros Salvajes UAEM | 5-2          | 0.714        | 5-1          |
| (4) Pumas Acatlán UNAM   | 3-4          | 0.429        | 3-3          |
| Toros Salvajes UACH      | 2-5          | 0.286        | 2-4          |

| Grupo Rojo                 | Grupo Rojo | Grupo Rojo | Grupo Rojo |
| Equipo                     | Record     | Cociente   | Grupo      |
| -------------------------- | ---------- | ---------- | ---------- |
| Centinelas CGP             | 3-4        | 0.429      | 3-4        |
| (1) Correcaminos UAT       | 6-1        | 0.857      | 6-1        |
| (4) Correcaminos Norte UAT | 4-3        | 0.571      | 4-3        |
| (2) Halcones UV            | 5-2        | 0.714      | 5-2        |
| Leones Negros UdeG         | 1-6        | 0.143      | 1-6        |
| Lobos BUAP                 | 3-4        | 0.429      | 3-4        |
| (3) Tecos UAG              | 4-3        | 0.571      | 4-3        |
| Tlahuicas                  | 2-5        | 0.286      | 2-5        |

     Clasificado a Postemporada
(n) Ranking final

## Postemporada

### Grupo Verde
|  | Semifinales                               | Semifinales |    |  | Final                                      | Final |  |
|  |                                           |             |    |  |                                            |       |  |
|  | 11/11 9:00 Estadio Olímpico Universitario |             |    |  |                                            |       |  |
|  | (4) Burros Blancos                        | 19          |    |  |                                            |       |  |
|  | (1) Pumas CU                              | 23          |    |  |                                            |       |  |
|  |                                           |             |    |  |                                            |       |  |
|  |                                           |             |    |  | 18/11 12:00 Estadio Olímpico Universitario |       |  |
|  |                                           |             |    |  | Auténticos Tigres                          | 15    |  |
|  |                                           | Pumas CU    | 18 |  |                                            |       |  |
|  |                                           |             |    |  |                                            |       |  |
|  |                                           |             |    |  |                                            |       |  |
|  |                                           |             |    |  |                                            |       |  |
|  | 10/11 19:00 Estadio Gaspar Mass           |             |    |  |                                            |       |  |
|  | (3) Leones Norte                          | 14          |    |  |                                            |       |  |
|  | (2) Auténticos Tigres                     | 44          |    |  |                                            |       |  |

### Grupo Blanco
|  | Semifinales                          | Semifinales |    |  | Final                                 | Final |  |
|  |                                      |             |    |  |                                       |       |  |
|  | 4/11 15:00 Campo J. A. Castro Medina |             |    |  |                                       |       |  |
|  | (4) Pumas Acatlán                    | 6           |    |  |                                       |       |  |
|  | (1) Lobos UAdeC                      | 38          |    |  |                                       |       |  |
|  |                                      |             |    |  |                                       |       |  |
|  |                                      |             |    |  | 11/11 15:00 Campo J. A. Castro Medina |       |  |
|  |                                      |             |    |  | Potros Salvajes                       | 17    |  |
|  |                                      | Lobos UAdeC | 13 |  |                                       |       |  |
|  |                                      |             |    |  |                                       |       |  |
|  |                                      |             |    |  |                                       |       |  |
|  |                                      |             |    |  |                                       |       |  |
|  | 3/11 19:00 Estadio J. J. Pichardo    |             |    |  |                                       |       |  |
|  | (3) Leones UA Cancún                 | 15          |    |  |                                       |       |  |
|  | (2) Potros Salvajes                  | 48          |    |  |                                       |       |  |

### Grupo Rojo
|  | Semifinales                       | Semifinales  |    |  | Final                            | Final |  |
|  |                                   |              |    |  |                                  |       |  |
|  | 28/10 14:00 Estadio Alvizo Porras |              |    |  |                                  |       |  |
|  | (4) Correcaminos Norte            | 13           |    |  |                                  |       |  |
|  | (1) Correcaminos                  | 27           |    |  |                                  |       |  |
|  |                                   |              |    |  |                                  |       |  |
|  |                                   |              |    |  | 4/11 14:00 Estadio Alvizo Porras |       |  |
|  |                                   |              |    |  | Halcones UV                      | 6     |  |
|  |                                   | Correcaminos | 17 |  |                                  |       |  |
|  |                                   |              |    |  |                                  |       |  |
|  |                                   |              |    |  |                                  |       |  |
|  |                                   |              |    |  |                                  |       |  |
|  | 28/10 19:00 USBI Xalapa           |              |    |  |                                  |       |  |
|  | (3) Tecos UAG                     | 28           |    |  |                                  |       |  |
|  | (2) Halcones UV                   | 31           |    |  |                                  |       |  |

### Campeonato del Grupo Verde (Campeonato ONEFA)
| Casco           |        |               |
| Brazo izquierdo | Cuerpo | Brazo derecho |
| Pantalones      |        |               |
| Medias          |        |               |
| UANL            |        |               |

| 18 de noviembre de 2017, 12:00 Estadio Olímpico Universitario — 32,000 espectadores                                                     |    |    |    |    |
| \| Equipo \| 1C \| 2C \| 3C \| 4C \| \| ------ \| -- \| -- \| -- \| -- \| \| UANL \| 3 \| 0 \| 3 \| 9 \| \| UNAM \| 7 \| 3 \| 0 \| 8 \| |    |    |    |    |
| Equipo | 1C | 2C | 3C | 4C |
| UANL | 3  | 0  | 3  | 9  |
| UNAM | 7  | 3  | 0  | 8  |

| Equipo | 1C | 2C | 3C | 4C |
| ------ | -- | -- | -- | -- |
| UANL   | 3  | 0  | 3  | 9  |
| UNAM   | 7  | 3  | 0  | 8  |

| Casco           |        |               |
| Brazo izquierdo | Cuerpo | Brazo derecho |
| Pantalones      |        |               |
| Medias          |        |               |
| UNAM            |        |               |

### Tazón de Campeones (Campeonato Nacional)
| Casco           |        |               |
| Brazo izquierdo | Cuerpo | Brazo derecho |
| Pantalones      |        |               |
| Medias          |        |               |
| UNAM            |        |               |

| 2 de diciembre de 2017, 13:00 Estadio La Congeladora - 5,000 espectadores                                                                              |    |    |    |    |
| \| Equipo \| 1C \| 2C \| 3C \| 4C \| \| ------------ \| -- \| -- \| -- \| -- \| \| UNAM \| 0 \| 7 \| 0 \| 8 \| \| ITESM Toluca \| 0 \| 0 \| 6 \| 10 \| |    |    |    |    |
| Equipo | 1C | 2C | 3C | 4C |
| UNAM | 0  | 7  | 0  | 8  |
| ITESM Toluca | 0  | 0  | 6  | 10 |

| Equipo       | 1C | 2C | 3C | 4C |
| ------------ | -- | -- | -- | -- |
| UNAM         | 0  | 7  | 0  | 8  |
| ITESM Toluca | 0  | 0  | 6  | 10 |

| Casco           |        |               |
| Brazo izquierdo | Cuerpo | Brazo derecho |
| Pantalones      |        |               |
| Medias          |        |               |
| ITESM           |        |               |

| Campeón Nacional 2017 |
| --------------------- |
| Borregos ITESM Toluca |
| 1° Título             |

## Premios
| Premios Casco de Oro      | Premios Casco de Oro     | Premios Casco de Oro | Premios Casco de Oro |
| Jugador / Entrenador      | Premio                   | Equipo               | Liga                 |
| ------------------------- | ------------------------ | -------------------- | -------------------- |
| Maximiliano Lara González | Jugador del año          | Borregos Toluca      | CONADEIP             |
| Horacio García            | Entrenador del año       | Borregos Toluca      | CONADEIP             |
| Diego Pareyón             | Novato del año           | Pumas CU             | ONEFA                |
| Diego Rojas               | Liniero ofensivo del año | Borregos Toluca      | CONADEIP             |
| Arturo Galván             | Campeón anotador         | Aztecas de la UDLAP  | CONADEIP             |
| César Brayan Pérez        | Defensivo del año        | Borregos Toluca      | CONADEIP             |
| Andrés Salgado            | Receptor del año         | Pumas CU             | ONEFA                |
| Diego Reyes               | Especialista del año     | Pumas CU             | ONEFA                |
| Abel García Rosado        | Estudiante del año       | Burros Blancos       | ONEFA                |